# Михаљ Кечкеш
Михајло Михаљ Кечкеш (Суботица, 24. септембар 1913 — Суботица, 31. децембар 1985) био је југословенски фудбалер.

## Биографија
Поникао је у Бачкој из Суботице, играо за јуниоре у тој екипи пре Другог светског рата. Наступао је и за суботички ЖАК.
Репрезентативац Југославије је постао док је носио дрес СК Јединства из Београда и у сезони 1937/38. и 1938/39. када је играо у првој лиги — обично као десно крило, постигао је са тимом добар успех 1939. године — шесто место.
Пет пута је играо за градску селекцију Београда и одиграо две утакмице за А репрезентацију Југославије: 1. августа 1937. против Турске (3:1) у Београду (заменио у другом полувремену Погачника — такође дебитант), као и 6. септембра против Румуније (резултат 1:1) у Београду, за Куп пријатељских земаља.
Био је уважаван међу навијачима, а остао је у фудбалу као тренер у родној Суботици. Преминуо је 31. децембра 1985. године.